# RISK (program)
RISK – edukacyjny program Ogólnopolskiej Fundacji Edukacji Komputerowej (OFEK), przeznaczony do sprawdzania wiadomości uczniów z zakresu języka angielskiego, przeznaczony do uruchamiania na komputerach Elwro 800 Junior lub ZX Spectrum.
Program rozpowszechniany był na dyskietkach 5,25” lub taśmie magnetofonowej. Wraz z nośnikiem użytkownik otrzymywał niewielką książeczkę z instrukcją obsługi i zaleceniami metodycznymi pracy z programem w procesie nauczania. Program powstał w języku Basic i zajmował 15 kB. Był przystosowany do pracy w modelu: dwóch uczniów przy jednym komputerze. 
Autorami programu byli: Krzysztof Ordowski i Feliks Sapiński. Program powstał w 1988 r. i dystrybuowany był w siedzibie OFEK we Wrocławiu, dopuszczano także wysyłkę pocztą.
Od strony użytkowej praca z załadowanym do komputera programem polegała na przeprowadzaniu przez uczniów siedzących przy jednym stanowisku komputerowym, na przemian, testu językowego, w którym drugi uczeń wybierał odpowiedzi spośród czterech opcji. Za każdą prawidłową odpowiedź komputer przydzielał punkt. Ćwiczenia (ponumerowane od 1 do 30) były wybrane z książki „Testing English” Hanny Komorowskiej, Wydawnictwa Szkolne i Pedagogiczne, Warszawa 1982.
Odrębny program LOADER umożliwiał wprowadzenia przez nauczyciela wybranych przez siebie ćwiczeń dostosowanych do poziomu grupy.